# Micaela Reis
Pour les articles homonymes, voir Reis.
Micaela Patrícia Reis (née le 21 décembre 1988 dans la province de Luanda, Angola) est une mannequin, présentatrice de télévision angolaise et Miss Angola 2007, Miss Angola Munde 2007 et Miss Monde Africa 2007,.

## Filmographie

### Séries télévisées
| Année     | Titre       | Personnage         | Note |
| --------- | ----------- | ------------------ | ---- |
| 2010–2011 | Voo directo | Yara               |      |
| 2012      | Windeck     | Victória Kajibanga |      |